# مينرفينو مورجي
مينرفينو مورجي (بالإيطالية: Minervino Murge)‏ هي بلدة وبلدية في مقاطعة بارليتا أندريا تراني في إقليم بوليا في جنوب إيطاليا.

## السكان
في سنة 1861 بلغ عدد السكان 13٬729 نسمة، وتطور العدد ليصل في سنة 2011 لـ 9٬333 نسمة.
يظهر هذا المخطط البياني تطور النمو السكاني لـ مينرفينو مورجي

## أعلام
- إيزابيلا ديل بالزو